# Heinz Schmitt (Bibliothekar)
Heinz Schmitt (* 12. November 1933 in Weinheim; † 17. Januar 2025 in Karlsruhe-Durlach) war ein deutscher Bibliothekar, Volkskundler und Sachbuchautor.  

## Leben
Heinz Schmitt studierte nach dem Abitur am Weinheimer Gymnasium Germanistik, Romanistik, Geographie und Volkskunde an der Universität Heidelberg und an der Universität Tübingen und wurde mit einer Dissertation über Das Vereinsleben der Stadt Weinheim an der Bergstraße promoviert. Während des Studiums wurde er Mitglied der Burschenschaft Rheno-Arminia Heidelberg.
Er absolvierte eine Ausbildung zum Bibliothekar und war einige Jahre als hauptamtlicher Leiter des Stadtarchivs und Heimatmuseums in Weinheim sowie als Leiter der Stuttgarter Rathausbibliothek tätig. Von 1978 bis 1998 war Schmitt Leitender Direktor der Städtischen Kulturinstitutionen Stadtbibliothek, Archiv und Sammlungen in Karlsruhe. Darüber hinaus war er maßgeblich an der Einrichtung des Karpatendeutschen Museums im Karlsruher Stadtteil Durlach sowie an der Gründung der "Stiftung Karpatendeutsches Museum" beteiligt. 
Schmitt schrieb und publizierte zu kulturhistorischen und volkskundlichen Themen und produzierte Beiträge für den Rundfunk.

## Auszeichnungen
- Bürgermedaille der Stadt Weinheim (2006)
- Bundesverdienstkreuz am Bande (2020)[5]

## Schriften (Auswahl)
- Das Vereinsleben der Stadt Weinheim an der Bergstraße: volkskundliche Untersuchung zum kulturellen Leben einer Mittelstadt. Diss. phil., Tübingen 1961.
- Weinheimer Wortschatz. Ein Mundartwörterbuch. Weinheim: Stadt Weinheim 1970.
- Mühlburg : Ausstellung der Stadtgeschichte. Karlsruhe : Stadt Karlsruhe, 1982.
- (Bearb.): Karl Friedrich Drais von Sauerbronn 1785–1851. Ein  badischer Erfinder. Ausstellung zu seinem 200. Geburtstag. Karlsruhe: Stadtarchiv, 1985.
- (Hrsg.): Juden in Karlsruhe. Beiträge zu ihrer Geschichte bis zur nationalsozialistischen Machtergreifung. Badenia-Verlag, Karlsruhe 1988 (2., überarbeitete Auflage 1990), ISBN 3-7617-0268-X
- Volkstracht in Baden: ihre Rolle in Kunst, Staat, Wirtschaft und Gesellschaft seit 2 Jahrhunderten. Karlsruhe: Badenia, 1988.
- mit Hubert Collin, Peter Pretsch (Bearb.): Nancy und Lothringen in der Französischen Revolution. Karlsruhe: Badenia, 1989.
- (Hrsg.) mit Ernst Otto Bräunche (Bearb.): Alltag in Karlsruhe: Vom Lebenswandel einer Stadt durch drei Jahrhunderte. Karlsruhe: Badenia, 1990.
- Karlsruhe ehemals, gestern und heute : Eine Stadt im Wandel der letzten 80 Jahre. Stuttgart: Steinkopf, 1992.
- (Bearb.): Das neue Ständehaus. Karlsruhe: Badenia, 1993.
- Rolf Wilhelm Brednich, Heinz Schmitt (Hrsg.): Symbole. Zur Bedeutung der Zeichen in der Kultur. Münster u. a 1997.
- Weinheimer Wortschatz. 4. Auflage, Weinheim: Ed. Diesbach,  2001.